# Кастеллана чёрная

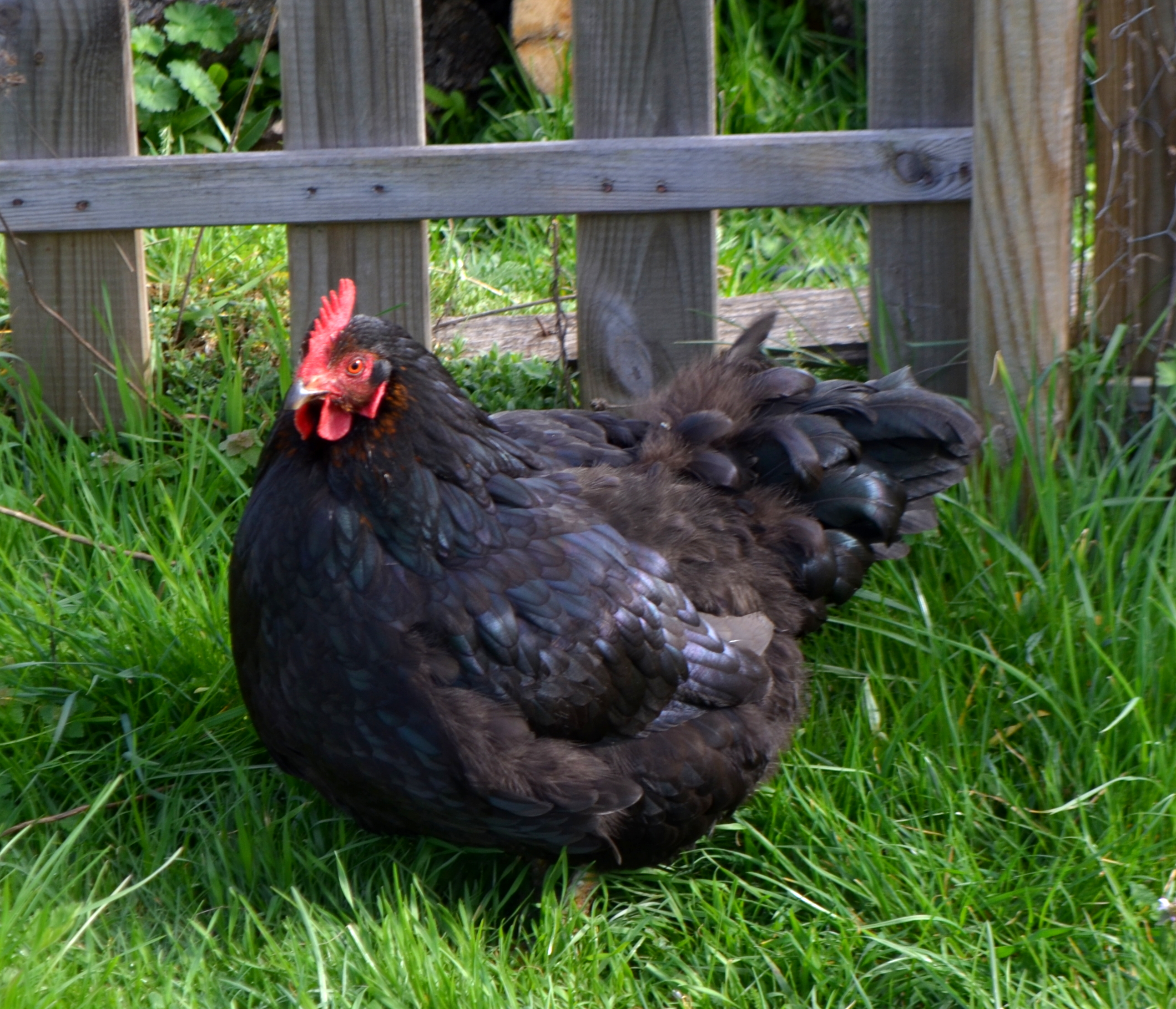
Кастеллана чёрная

Кастеллана чёрная (исп. Ibérica negra) — порода кур родом из Испании. Это довольно яйценосная порода, неприхотливая и устойчивая к болезням. Раньше она была широко распространена и использовалась в коммерческих целях в Испании. С появлением более продуктивных кроссов кур-несушек порода практически исчезла.

## История породы
Считается, что кастеллана была завезена в Аль-Андалус мавританскими захватчиками, и поэтому ее иногда называли «мавританской». Она была широко распространена в южной и центральной Испании, но была неизвестна в северной части Пиренейского полуострова до конца девятнадцатого века. Какие именно куры участвовали при выведении, неизвестно. Стандарт породы был составлен в 1926 году Д. Энрике П. де Вильямиль. Когда стали появляться более продуктивные породы кур, кастеллана была близка к исчезновению. С появлением таких более продуктивных кроссов кур-несушек порода практически исчезла. С 1975 по 2010 годы она была включена в программу сохранения местных пород кур Национального института исследований и технологий аграрной и пищевой промышленности, государственного аграрного научно-исследовательского института.
О первых шагах по восстановлению породы было сообщено в 1981 году. Разведение было начато с двух птиц, идентифицированных в Кордове, и еще десяти из Мериды в Эстремадуре. Общая популяция в Испании в то время насчитывала 150—200 птиц. В 2009 году несколько сотен кур содержались в Национальном институте аграрных исследований и около тысячи в сельскохозяйственном институте Университета Вальядолида в Сориа. Отдельные особи породы, не чистопородные, были также зарегистрированы в Саморе, Леоне и Саламанке, в районе Толедо Кастилия-Ла-Манча, а также Андалусии. Кастелланы не были включены в официальный список коренных испанских пород королевским указом от 26 декабря 2008 года, учредившим национальную программу сохранения пород домашнего скота, но была добавлена в него приказом министерства от 4 марта 2010 г. Новый стандарт породы был утвержден 24 марта 2010 года. Чёрная кастеллана входит в число местных пород, которым грозит исчезновение.

## Описание
Шея небольшая. Спина широкая и хорошо развитая. Плечи у кастелланы широкие, крылья плотно прижаты к телу. На них густое оперение. Хвост держится высоко, но он слабо оперен. Он короткий как и у петухов, так и у кур. Живот широкий и крепкий. Оперение полностью черное с металлическими зеленоватыми отблесками. Гребень ярко-красный с пятью-шестью большими и острыми кончиками. Сережки красные, мочки ушей белые. Клюв черный или серовато-коричневый, а ноги и ступни тёмно-серого цвета. Кастеллана обычно считается яичной породой. Петухи весят 2,8—3 кг, а куры около 2,3 кг. Цвет кожи под перьями белый. Куры-несушки начинают нестись в 4—5 месяцев; они откладывают 200—225 белых яиц в год со средней массой около 60 г.